# فلوريان فيست
فلوريان فيست (بالألمانية: Florian Faist)‏ هو لاعب كرة قدم نمساوي في مركز حراسة المرمى، ولد في 10 أبريل 1989 في هارتبرغ في النمسا. لعب مع نادي هارتبيرغ.

## وصلات خارجية
- فلوريان فيست على موقع قاعدة بيانات كرة القدم.إي يو (الإنجليزية)
- فلوريان فيست على موقع Soccerway.com (الإنجليزية)
- فلوريان فيست على موقع عالم كرة القدم.نت (الإنجليزية)